# باول كوك (موسيقي بريطاني)

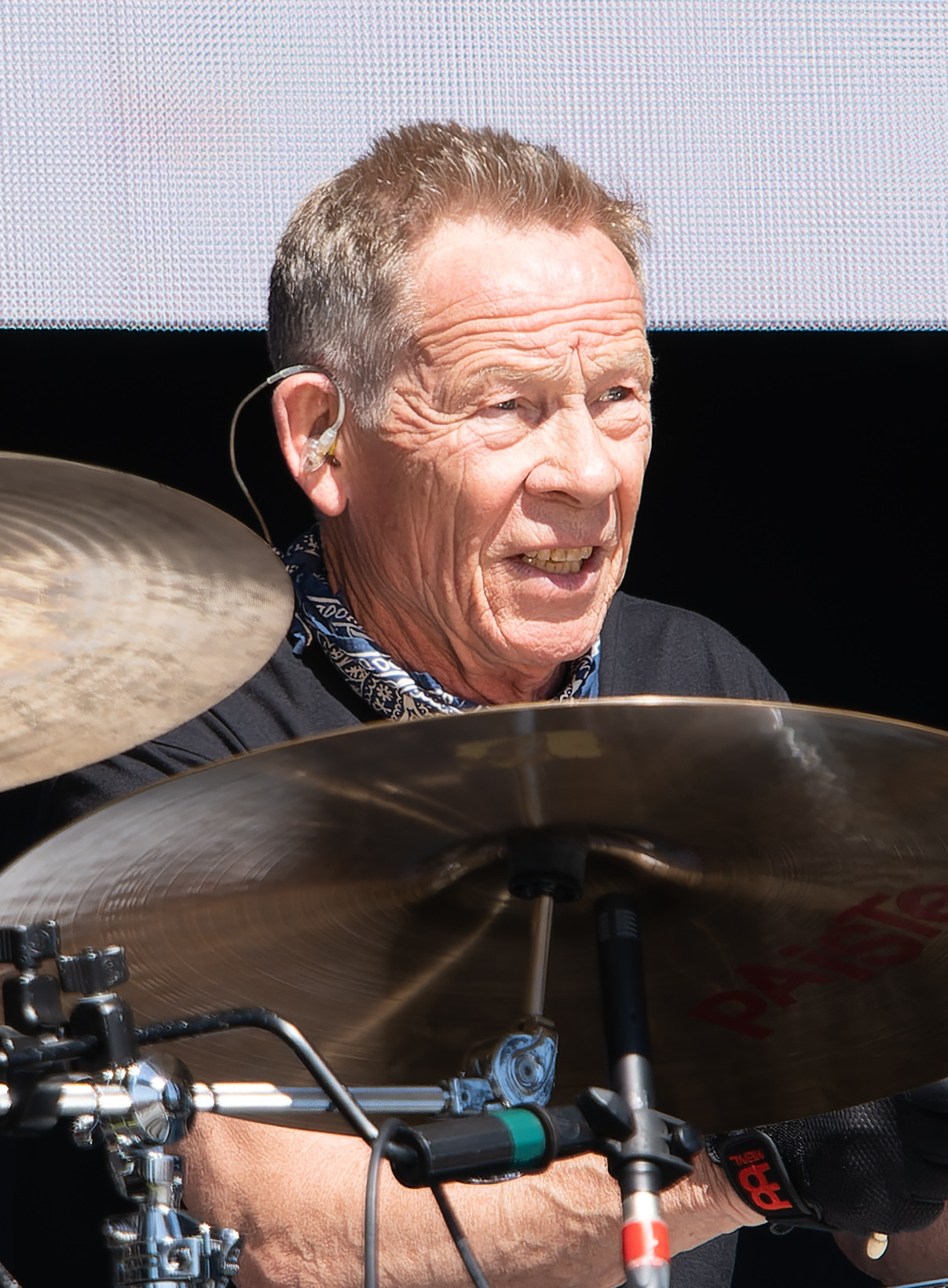
باول كوك عام 2023

باول توماس كوك (بالإنجليزية: Paul Thomas Cook) هو طبال وكاتب أغاني بريطاني، ولد في 20 يوليو 1956 في هامرسميث في المملكة المتحدة. اشتهر كمؤسس وطبال فرقة البانك البريطانية سكس بستولس. ومع جون ليدون وغلين ماتلوك وستيف جونز كان كوك أحد الاعضاء الأصليين في الفرقة عند تأسيسها عام 1975 في لندن.

## وصلات خارجية
- باول كوك على موقع IMDb (الإنجليزية)
- باول كوك على موقع الموسوعة البريطانية (الإنجليزية)
- باول كوك على موقع ميوزك برينز (الإنجليزية)
- باول كوك على موقع أول ميوزيك (الإنجليزية)
- باول كوك على موقع ديسكوغز (الإنجليزية)
- باول كوك على موقع قاعدة بيانات الفيلم (الإنجليزية)